# مورگانتاون (میسیسیپی)
مورگانتاون (به انگلیسی: Morgantown) مکانی در ایالت میسیسیپی کشور ایالات متحده آمریکا است که جمعیت آن در سرشماری سال ۲۰۱۰ میلادی، ۱٬۴۱۲
نفر بوده‌است.